# Love You till Tuesday (album)
Albums de David Bowie
Ziggy Stardust: The Motion Picture
(1983) Tonight
(1984)
Love You till Tuesday est un album de David Bowie sorti en 1984.

## Histoire
Cette compilation de chansons enregistrées par Bowie au début de sa carrière est publiée en 1984 par Deram Records pour accompagner la sortie de la vidéo Love You till Tuesday. Ce film promotionnel, tourné en 1969, n'avait jamais été publié auparavant. Il est publié en VHS par Polygram pour profiter de la nouvelle notoriété mondiale du chanteur, après le succès de Let's Dance (1983).
L'album inclut plusieurs chansons qui ne figurent pas dans le film, dans des versions remixées pour l'occasion.

## Titres

### Album original
Toutes les chansons sont écrites et composées par David Bowie, sauf mention contraire.
| 1. | Love You till Tuesday |             | 2:40 |
| 2. | The London Boys       |             | 3:18 |
| 3. | Ching-a-Ling          |             | 2:02 |
| 4. | The Laughing Gnome    |             | 3:03 |
| 5. | Liza Jane             | Leslie Conn | 2:14 |
| 6. | When I'm Five         |             | 2:07 |

| 7.  | Space Oddity            | 3:45 |
| 8.  | Sell Me a Coat          | 2:53 |
| 9.  | Rubber Band             | 2:16 |
| 10. | Let Me Sleep Beside You | 3:25 |
| 11. | When I Live My Dream    | 3:55 |

### Réédition
En 1992, Love You till Tuesday est réédité au format CD par Pickwick Records. Les chansons y figurent dans un ordre différent et Space Oddity apparaît dans sa version originale complète de 4 minutes 30.
| No  | Titre                   | Durée |
| --- | ----------------------- | ----- |
| 1.  | Space Oddity            | 4:31  |
| 2.  | Love You till Tuesday   | 3:09  |
| 3.  | When I'm Five           | 3:03  |
| 4.  | Ching-a-Ling            | 2:51  |
| 5.  | The Laughing Gnome      | 2:55  |
| 6.  | Rubber Band             | 2:18  |
| 7.  | Sell Me a Coat          | 2:58  |
| 8.  | Liza Jane               | 2:14  |
| 9.  | When I Live My Dream    | 3:23  |
| 10. | Let Me Sleep Beside You | 3:24  |
| 11. | The London Boys         | 3:20  |